# Хорватський музичний інститут
45°48′44″ пн. ш. 15°58′19″ сх. д. / 45.812252° пн. ш. 15.971849° сх. д.

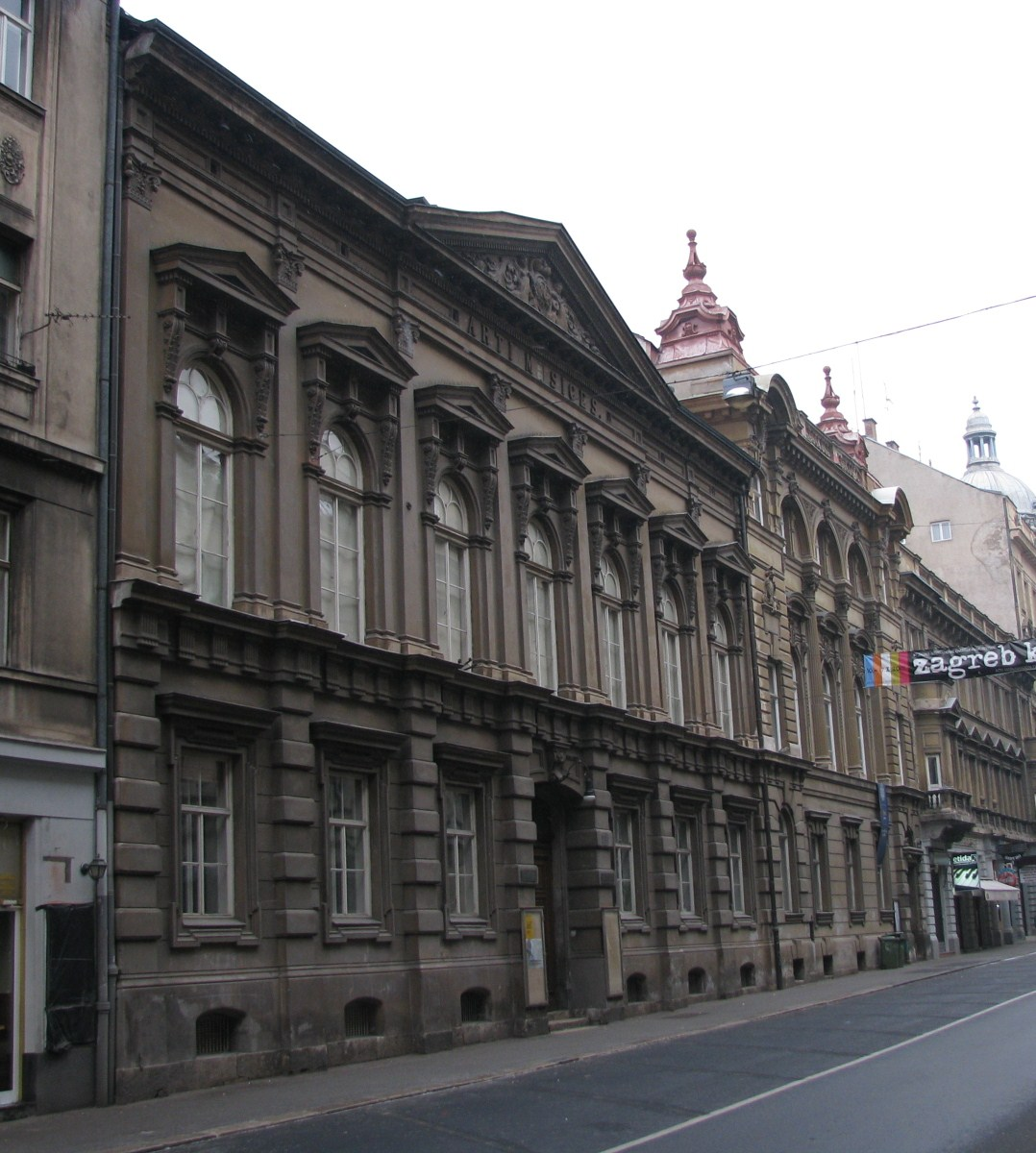
Будівля Хорватського музичному інституті в Загребі

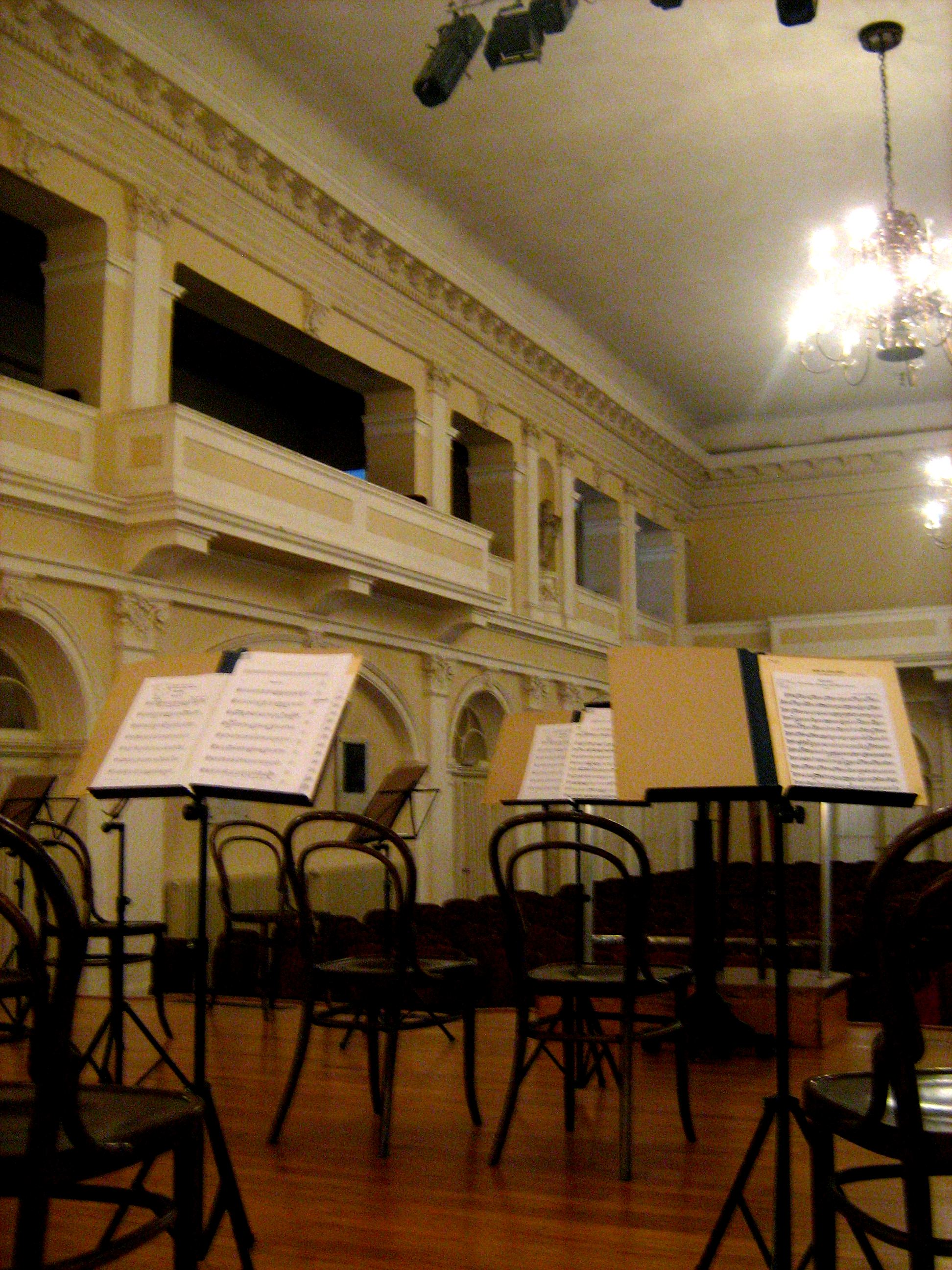
ХГЗ концертний зал в Загребі

Хорватський музичний інститут (Hrvatski glazbeni zavod) — найстаріша музична інституція Хорватії, а також другий за значенням концертний зал в країні (після Концертного залу імені Ватрослава Лисинського).
Заснований 1827 як Загребське філармонічне товариство, відоме також під німецькою назвою Музікферайн (Musikverein). З тих пір товариство не раз змінювало свою назву:
- 1851 — Товариство любителів музики в Хорватії і Славонії (Društvo prijatelja glazbe u Hrvatskoj i Slavoniji)
- 1861 — Національний світський музичний інститут Narodni zemaljski glazbeni zavod
- 1895 — Хорватський світський музичний інститут Hrvatski zemaljski glazbeni zavod
- 1925 — сучасна назва

Ця організація організовувала концертне життя в місті, 1829 її зусиллями  відкрито першу музичну школу (згодом цей навчальний заклад розвинувся в Загребську консерваторію), опубліковано твори хорватських композиторів тощо. У залі Хорватського музичного інституту виступали Ференц Ліст, Святослав  Ріхтер, Давид Ойстрах, Мстислав Ростропович та інші відомі музиканти.